# HTTP location
HTTP-заголовок Location возвращается в ответах HTTP-сервера в двух случаях:
1. Чтобы попросить браузер загрузить другую web-страницу (Перенаправление URL). В этом случае заголовок Location должен быть отправлен вместе с кодом состояния 3xx
2. Для предоставления информации о новом местоположении ресурса. Код состояния должен быть 201 или 202

## Примеры

### Абсолютный URL
Запрос:
```
GET
 
/index.html
 
HTTP
/
1.1

Host
:
 
www.example.com

```

Ответ:
```
HTTP
/
1.1
 
302
 
Found

Location
:
 
http://www.example.org/index.php

```

### Относительный URL
Запрос http://www.example.com/blog:
```
GET
 
/blog
 
HTTP
/
1.1

Host
:
 
www.example.com

```

Ответ:
```
HTTP
/
1.1
 
302
 
Found

Location
:
 
/articles/

```